# Benthenchelys
Benthenchelys är ett släkte av fiskar. Benthenchelys ingår i familjen Ophichthidae.
Kladogram enligt Catalogue of Life:
| Benthenchelys | \| \| Benthenchelys cartieri \| \| \| \| \| \| Benthenchelys indicus \| \| \| \| \| \| Benthenchelys pacificus \| \| \| \| |
|               | \| \| Benthenchelys cartieri \| \| \| \| \| \| Benthenchelys indicus \| \| \| \| \| \| Benthenchelys pacificus \| \| \| \| |
|               | Benthenchelys cartieri |
|               | |
|               | Benthenchelys indicus |
|               | |
|               | Benthenchelys pacificus |
|               | |